# Barry John (ragbista)
Barry John (6. ledna 1945, Cefneithin – 4. února 2024) byl velšský ragbista, který hrál jako útoková spojka. V roce 2015 byl jmenován do Světové ragbyové síně slávy.
Za Wales odehrál 25 zápasů a připsal si 90 bodů. Stal se vítězem Poháru 5 národů v roce 1969, 1971 a 1972. V roce 1971 pomohl Britským lvům porazit 2:1 na zápasy Nový Zéland a novozélandští novináři mu dali přezdívku Král. Kariéru ukončil v 27 letech kvůli pozornosti médií a profesionalizaci ragby.
Po ukončení ragbyové kariéry se věnoval psaní ragbyových článků do Daily Express a Wales Sunday. Potom pracoval pro banku Midland Bank. Ve svých 79 letech zemřel poklidně v nemocnici. Měl čtyři děti.

## Klubová kariéra
- 1962 – 1964 Cefneithin RFC
- 1964 – 1967 Lianelli RFC
- 1967 – 1972 Cardiff RFC